# Пшемысльский отдельный разведывательный отряд Войск охраны пограничья
Пшемысльский отдельный разведывательный отряд Войск охраны пограничья (пол. Samodzielny Oddział Zwiadowczy WOP Przemyśl) — отряд в организационной структуре Войск охраны пограничья, существовавший в 1956—1957 годах.

## Краткая история
В соответствии с приказом № 013/WW от 6 июля 1956 года на базе 26-й бригады ВОП были образованы Манёвренная группа ВОП (пол. Grupę Manewrową WOP) и Отдельный разведывательный отряд ВОП (пол. Samodzielny Oddział Zwiadowczy WOP). Те солдаты, которые не вошли в личный состав новых частей, были переведены в сформированный 9-й войсковой батальон шахтёров под командованием майора Леона Середыньского и отправлены на службу в угольную шахту Семяновице (пол. Siemianowice). Первым командиром отряда стал подполковник Юзеф Бобровницкий.
Отряд подчинялся 2-му разведывательному управлению Войск охраны пограничья.
В соответствии с приказом № 07/WW от 24 апреля 1957 года на базе Маневренной группы и Отдельного разведывательного отряда ВОП 1 мая того же года началось формирование 26-го Пшемысльского отдела ВОП.

## Организационная структура
- Командир отряда — пограничное полномочное лицо (пол. pełnomocnik graniczny)
- Заместитель командира отряда и секретарь пограничного полномочного лица
- 5 офицеров отряда
- Следователь
- Канцелярия отряда
- Пограничные заставы[пол.]:
  - Медыка[пол.]
  - Хермановице[пол.]
  - Лютовиска[пол.]
  - Кросьценко[пол.]
  - Солотвина[пол.]
  - Корчова[пол.]
- Пограничные пункты пропуска[пол.]: Медыка[пол.] (авто и ж/д) и Кросьценко[пол.] (ж/д)